# A Tale of Two Guns
Pour plus de détails, voir Fiche technique et Distribution.
A Tale of Two Guns (litt. Histoire de deux revolvers) est un western américain sorti en 2022, réalisé par Justin Lee.

## Synopsis
Il ne reste plus qu'un seul membre de la bande des hors-la-loi nommés Les Cowboys. Un pistolero se lance à sa poursuite.

## Fiche technique
Sauf indication contraire, les informations mentionnées dans cette section peuvent être confirmées par la base de données cinématographiques IMDb,  présente dans la section « Liens externes ».
- Réalisation : Justin Lee
- Scénario : Justin Lee
- Musique : Robert Revell[1]
- Production : Randy Charach, Justin Lee, Ed Morrone, Michelle Ng, Bill Sondheim[2] pour Koenig Pictures, Charach Productions, Mini Nation Pictures, Quiet On Set
- Photographie : Eamon Long[1]
- Montage : Eamon Long[1]
- Durée: 91 min[1] ou 136 min[2],[3]
- Pays de production :  États-Unis
- Langue originale : anglais américain
- Date de sortie :
  - États-Unis : 17 février 2022[4]

## Distribution
- Tom Berenger : marshall McTeague
- Casper Van Dien : Abel Cruz
- Ed Morrone : Artemis Hollinger
- Dendrie Taylor : Elma McTeague
- Randy Charach : Ben Mirkwood
- Edward Finlay : Virgil Montgomery
- Griff Furst : Warren Drake
- Jennifer Wenger : Doctor Hennigan
- Judd Nelson : Captain Mathias
- Jeff Fahey : Bill
- Danny Trejo : Junior
- Jake Busey : McCloskey (non crédité)
- Abigail Hunt : une prostituée (non crédité)
- Dan Koenig : un cowboy (non crédité)
- Curt Lambert : adjoint Dan (non crédité)
- Daniel Luján : Tarak (non crédité)
- David Nett : Ike Bullard (non crédité)
- Edward Neumeier : un cowboy (non crédité)

## Lieux de tournage
- Whitehorse Ranch, 56773 White Horse Rd, Landers, Californie, États-Unis[5]
- Prospector Ranch, Westlake Village, Californie, États-Unis[5]